# Внутренняя дельта Нигера
Вну́тренняя де́льта Ни́гера — обширная территория в среднем течении реки Нигер на территории Мали, также известна под названием Масина. Представляет собой широкую сильно заболоченную пологовыпуклую равнину со множеством озёр, стариц и рукавов.

## Описание
Дельта имеет длину 425 км при средней ширине 87 км. Там, где сегодня Нигер сливается со своим основным притоком Бани, некогда находилось большое бессточное озеро. В настоящее время большое озеро образуется во время влажного сезона, его воды используются людьми для орошения окрестных земель, а также многочисленными животными и птицами. За четыре месяца дождей (с июля по октябрь) площадь дельты увеличивается с 3,9 тыс. км² до 20 тыс. км².
Внутренняя, как и устьевая дельта реки имеют значительное количество отложений аллювиальных наносов. В районе Томбукту многочисленные рукава соединяются в одно русло.

## Население
Территория Масины и прилегающие области населены народами фульбе и догонами. Земли используются для выращивания проса и риса, а также для разведения коров. Кроме того дельта используется малийцами для снабжения водными ресурсами и для рыбалки.
Города, расположенные в районе внутренней дельты: Ке-Масина, Томбукту, Мопти, Севаре и Дженне. В трёх км от Дженне лежат руины города Дженне-жено («старый Дженне»), основанного в 250 году до нашей эры.

## История
Внутренняя дельта Нигера издревле использовалась африканскими народами. До XV века территория дельты принадлежала империи Мали, затем перешла империи Сонгай. В начале XIX века регион занимало государство Массина, столица которого — Хамдуллахи (англ. Hamdullahi) — была построена в 1820 году. В 1862 году государство было захвачено Умаром Таллом и перешло к Тиджании Омара ал-Хаджа, которую, в свою очередь, захватили французы. Регион отошёл к государству Мали с обретением им независимости в 1960 году.

## Экология
Сезонные болота и озёра внутренней дельты защищаются в рамках Рамсарской конвенции как важное место остановки перелётных птиц. Под защиту в 1987 году взяты три объекта: озёра Хоро и Дебо, а также пойменный комплекс Сери. Общая площадь охраняемых территорий — 1620 км². Из-за близости Сахеля, территория которого в настоящее время растёт, существуют опасения, что Масина получает всё меньше дождя каждый год.